# فيكتور بلاكويل
فيكتور بلاكويل (بالإنجليزية: Victor Blackwell)‏ هو صحفي ومذيع أخبار أمريكي، ولد في 1981 في بالتيمور في الولايات المتحدة.